# Tetrablemma samoense
Tetrablemma samoense là một loài nhện trong họ Tetrablemmidae.
Loài này thuộc chi Tetrablemma. Tetrablemma samoense được Marples miêu tả năm 1964.